# Spencer Perceval
Spencer Perceval (1. listopad 1762 – 11. květen 1812) byl britský státník, člen strany Toryů a premiér. Je jediným britským předsedou vlády, který byl zavražděn.

## Mládí
Spencer Perceval byl sedmým synem Johna Percevala, 2. hraběte z Egmontu, a druhým synem z jeho druhého manželství s Catherine Comptonovou, jejíž prastrýc Spencer Compton byl britským premiérem. Jeho otec, politický rádce Fredericka, prince z Walesu a Jiřího III, byl krátce členem vlády jako první lord admirality.
Navštěvoval nejdříve školu v Harrow a poté následoval svého staršího bratra Charlese a studoval na Trinity College v Oxfordu, kterou absolvoval roku 1782.
Jako mladší syn z druhého manželství s malým příjmem si musel vybrat další kariéru. Studoval na právnické škole Lincoln’s Inn, kterou dokončil roku 1783. Roku 1790 se přes odpor jejich rodičů oženil s Jane Wilsonovou.
Napsal několik pamfletů na podporu obžaloby Warrena Hastingse a na obranu práva na veřejné projevy. To upoutalo pozornost William Pitta mladšího, který mu nabídl místo správce Irska, což ale Perceval odmítl.

## Politická kariéra
Perceval odmítl politickou pozici, ale roku 1796 přijal nominaci na poslance za Northampton. V parlamentu pronesl několik ostrých projevů vůči Ch. J. Foxovi, což přivedlo Pitta na myšlenku, že by se mohl stát jeho nástupcem.
Nebyl nadšen Pittovým odstoupením z funkce z důvodu neřešení emancipace katolíků. Stal se členem vlády Henryho Addingtona nejdříve jako náměstek a od roku 1802 jako ministr spravedlnosti. Nicméně Perceval nesouhlasil s Addingtonovou politikou a zaměřil se pouze na řešení právní agendy. Ve své pozici setrval i poté, co se roku 1804 premiérem stal Pitt. Hájil politiku ostrého postupu vůči radikálům a reformoval zákony pro deportaci odsouzených do Austrálie.
Po Pittově smrti přešel do opozice a stal se hlasitým kritikem emancipace katolíků. Poté, co tato vláda byla svržena, vytvořil William Cavendish-Bentinck koaliční vládu v níž Perceval zastával funkci ministra financí a předsedy dolní komory parlamentu. Cavendishovo stáří a zhoršující se zdravotní stav vyústil v to, že se Perceval stal fakticky premiérem.
Po vyhlášení embarga na britský obchod na kontinentu Napoleonem Bonapartem Perceval inicioval odvetné opatření. Ve vládě panovala trvale rivalita a po Bentinckově smrti v srpnu 1809 došlo k mocenskému střetu mezi Percevalem a Georgem Canningem o křeslo premiéra, který skončil Percevalovým vítězstvím. Vzhledem k tomu, že se nedokázal domluvit s Canningem a jeho spojenci, setkávala se jeho vláda v dolní komoře parlamentu s častými neúspěchy a to jak v oblasti zahraniční politiky, tak i v ekonomické oblasti.
Percevalova vláda byla poznamenána posledním záchvatem nemoci Jiřího III. Obával se, že ho princ regent odvolá, ale ten zavrhl spojenectví s Whigy a Percevala ponechal v úřadu. Nařízení proti obchodu iniciované Percevalem roku 1807 se setkalo v zimě roku 1811 s velkým odporem a vyvolalo vzpouru Ludditů. Perceval byl nucen podstoupit vyšetřování v Dolní sněmovně.

## Atentát

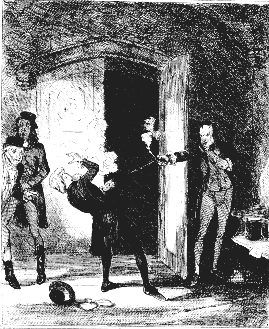
Smrt Percevalu

Večer 11. května 1812 šel Perceval na jednání vyšetřovací komise, která měla diskutovat o nařízení, jehož byl autorem. Když vstoupil do haly Dolní sněmovny, vykročil proti němu muž držící pistoli a střelil ho do prsou. Perceval zemřel téměř okamžitě po výstřelu.
Zpočátku panovaly obavy z toho, že tento útok je signálem k zahájení vzpoury, ale ukázalo se, že útočník John Bellingham, který se po střelbě nesnažil uniknout, trpí utkvělou představou nenávisti vůči vládě a jeho čin neměl žádné další podporovatele. Byl neprávem uvězněn v Rusku a očekával od vlády kompenzaci. Bellingham byl 18. května oběšen.
Perceval po sobě zanechal vdovu a dvanáct dětí a brzy se ukázalo, že je nedokázal dostatečně zaopatřit. V době kdy zemřel, měl v bance asi jen 106 liber. Po několika dnech po jeho smrti parlament schválil jednorázovou finanční podporu pro jeho děti ve výši 50000 liber a pravidelný roční příspěvek pro jeho vdovu a nejstaršího syna.